# Martin (Dakota del Sud)
Martin (Lakota: pažóla otȟúŋwahe; "vila de la lloma") és una població dels Estats Units a l'estat de Dakota del Sud. Segons el cens del 2000 tenia 1.106 habitants.

## Demografia
Segons el cens del 2000, Martin tenia 1.106 habitants, 421 habitatges, i 253 famílies. La densitat de població era de 469,3 habitants per km².
Dels 421 habitatges en un 33% hi vivien nens de menys de 18 anys, en un 41,8% hi vivien parelles casades, en un 14,5% dones solteres, i en un 39,7% no eren unitats familiars. En el 35,6% dels habitatges hi vivien persones soles el 17,6% de les quals corresponia a persones de 65 anys o més que vivien soles. El nombre mitjà de persones vivint en cada habitatge era de 2,51 i el nombre mitjà de persones que vivien en cada família era de 3,28.
Per edats la població es repartia de la següent manera: un 31,6% tenia menys de 18 anys, un 7,6% entre 18 i 24, un 23,1% entre 25 i 44, un 19% de 45 a 60 i un 18,7% 65 anys o més.
L'edat mediana era de 36 anys. Per cada 100 dones de 18 o més anys hi havia 85,1 homes.
La renda mediana per habitatge era de 26.779 $ i la renda mediana per família de 32.500 $. Els homes tenien una renda mediana de 26.964 $ mentre que les dones 19.632 $. La renda per capita de la població era de 13.752 $. Entorn del 19% de les famílies i el 24,9% de la població estaven per davall del llindar de pobresa.

## Poblacions més properes
El següent diagrama mostra les poblacions més properes.